# Іхтіогліпт
Іхтіогліпт (рос. ихтиоглипт; англ. ichtyoglipte; нім. Ichtyoglipte f) — кварц з гранітів і пегматитів, який знаходиться у зростках з польовим шпатом.
Переважно має вигляд веретеноподібних тіл з дрібним штрихуванням, що нагадує риб.